# Valaská Dubová
Valaská Dubová este o comună slovacă, aflată în districtul Ružomberok din regiunea Žilina. Localitatea se află la altitudinea de 662 m deasupra n.m., se întinde pe o suprafață de 12,79 km2 și în 2017 număra 776 de locuitori. Se învecinează cu Komjatná, Jasenová și Lúčky.

## Istoric
Localitatea Valaská Dubová este atestată documentar din 1323.

## Demografie
| An:                | 1994 | 2004   | 2014   | 2024   |
| ------------------ | ---- | ------ | ------ | ------ |
| Număr de persoane: | 775  | 773    | 788    | 775    |
| Diferență:         |      | −0,25% | +1,94% | −1,64% |

| An:                | 2023 | 2024   |
| ------------------ | ---- | ------ |
| Număr de persoane: | 781  | 775    |
| Diferență:         |      | −0,76% |